# Nederlandse onderscheidingen voor dapperheid
Het koninkrijk der Nederlanden heeft een ridderorde en een groot aantal sterren, kruisen en medailles voor dapperheid ingesteld. Dit is een overzicht.
| De onderscheiding en de baton | Naam van de decoratie                                                                                         | Datum van instelling | Beschrijving |
| ----------------------------- | --- | -------------------- | --- |
|                               | De Militaire Willems-Orde De ster van een Ridder der Eerste Klasse of Grootkruis in de Militaire Willems-Orde | 21 juni 1815         | De Militaire Willems-Orde is de hoogste Nederlandse onderscheiding. Dit Grootkruis werd sinds 1815 ongeveer vijftigmaal verleend. Een aantal generaals en 19e-eeuwse vorsten werd hiermee gedecoreerd en na de Tweede Wereldoorlog werden George VI, President Roosevelt, Koningin Wilhelmina en Haile Selassie grootkruis in deze exclusieve orde. Op hun uniform droegen de grootkruizen deze baton, een lintje in de kleur van de orde met een rozet op een stukje goudgalon. |
|                               | Het kruis van een Ridder der Eerste Klasse of Grootkruis in de Militaire Willems-Orde                         | 21 juni 1815         | De grootkruizen dragen hun kruis aan een lint over de rechterschouder op de linkerheup. |
|                               | De versierselen van een Ridder der Tweede Klasse of Commandeur in de Militaire Willems-Orde                   | 21 juni 1815         | Het commandeurskruis werd vaker verleend. Commandanten van zegevierende legerkorpsen werden hiermee onderscheiden.Tot deze commandeurs behoorden Prins Bernhard der Nederlanden, bevelhebber van de Binnenlandse Strijdkrachten en Generaal Spoor. De commandeurs droegen dit kruis aan een lint om de hals. De commandeurs droegen ook een kruis met gouden koningskroon op de linkerborst, dit kruis is meestal in een brede gouden rand gevat maar er waren door de jaren heen verschillende modellen en leveranciers. Hoewel de wet gouden letters voorschrijft zijn er ook enige kruizen met blauwe letters bekend. Voor een dergelijk kruis mocht 24 gram goud met een gehalte van 750/1000 worden gebruikt. Het kruis wordt met een pin op het uniform of het rokjasje, bevestigd. Het exemplaar dat hier is afgebeeld stamt uit de jaren na 1822, voor die tijd waren de sterren en kruizen van de Militaire Willems-Orde geborduurd. Op hun uniform droegen de commandeurs deze baton, een lintje in de kleur van de orde met een rozet op een stukje zilvergalon. |
|                               | De versierselen van een Ridder der Derde Klasse of Officier in de Militaire Willems-Orde                      | 21 juni 1815         | Het Officierskruis is sinds 1815 enige honderden malen verleend. Meestal werd men tot Officier bevorderd. De Ridders der Derde Klasse droegen dit kruis aan een lint met rozet op de linkerborst. Op hun uniform droegen de Officieren deze baton, een lintje in de kleur van de orde met een rozet. |
|                               | De versierselen van een Ridder der Vierde Klasse of Ridder in de Militaire Willems-Orde                       | 21 juni 1815         | Het Ridderkruis is sinds 1815 meer dan 1000 maal verleend. De Ridders der Vierde Klasse dragen dit kruis aan een lint op de linkerborst. De wet schrijft voor dat het kruis geheel van zilver moet zijn maar al sinds 1815 zijn de vuurslagen steeds verguld. De enige dame die Ridder in de Militaire Willems-Orde werd, Mevrouw Brunita Josepha Gemmeke droeg haar ridderkruis aan een strik. Op hun uniform dragen de Ridders deze baton, een lintje in de kleur van de Orde. |
|                               | Het Kruis voor Moed en Trouw                                                                                  | 7 maart 1898         | Het Kruis voor Moed en Trouw werd op 7 maart 1898 door Koningin-Regentes Emma in naam van Koningin Wilhelmina ingesteld. Het kruis verving de Medaille voor Moed en Trouw die ook al aan het lint van de Militaire Willems-Orde werd gedragen maar in de ogen van de regering onvoldoende uitstraling en prestige had. Het kruis werd tot 1927 in zilver of brons toegekend voor respectievelijk "Uitstekende daden van Moed en Trouw" en "Daden van Moed en Trouw in Nederlands-Indië door inlanders betoond". Op hun uniform droegen de gedecoreerde militairen deze baton, een lintje in de kleur van de Militaire Willems-Orde. |
|                               | Het toekennen van een Eresabel                                                                                | 17 januari 1855      | Een Eresabel is een zeer oud eerbewijs en werd ook door steden, regeringen en dankbare ondergeschikt of collega-officieren weleens verleend. Ook deze sabels werden, na verkregen toestemming, bij het uniform gedragen. Van het bezit van een door de Nederlandse Koning verleende eresabel getuigde dit, overigens nooit officieel vastgestelde, insigne dat op het lint van het Ereteken voor Belangrijke Krijgsbedrijven werd gedragen.Het zijn twee gekruiste sabels met een gouden gevest gedekt door een gouden koningskroon. De Nederlandse Koningen hebben in Nederlands-Indië 106 eresabels verleend, de laatste in 1911 aan de Eerste Luitenant der Mariniers H.J.Schmidt. Ook de Geallieerde opperbevelhebber Generaal Eisenhower kreeg na de Tweede Wereldoorlog een Eresabel toegekend. Op hun uniform droegen de met een Eresabel vereerde militairen deze baton, een lintje in de kleur van het Ereteken Belangrijke Krijgsbedrijven met een gouden speld.                                                                                                  |
|                               | Het Verzetskruis                                                                                              | 1946                 | Het Verzetskruis, niet te verwarren met het in 1980 ingestelde en veel algemenere Verzetsherdenkingskruis is een onderscheiding die 99 maal postuum en eenmaal aan een levende is uitgereikt. Deze bijzondere onderscheiding was bestemd "voor hen , die zich in bezet of vijandelijk gebied bij het verzet tegen de vijand uitzonderlijk moedig en beleidvol hebben onderscheiden". De drager van het Verzetskruis zou deze baton hebben kunnen dragen. |
|                               | Erepenning voor Menslievend Hulpbetoon (in goud)                                                              | 1822                 | Deze gouden Erepenning voor Menslievend Hulpbetoon,ingesteld om een " menslievende daad, die kenmerken van moed, beleid en zelfopoffering" draagt te belonen was ooit een legpenning maar kreeg in 1912 een draaglint. De Erepenning draagt de woorden "VOOR MENSCHLIEVEND HULPBETOON" en wordt ook in zilver en brons verleend. Op de baton wordt een gouden kroontje aangebracht. |
|                               | Eervolle Vermelding gedragen op het kruis voor Belangrijke Krijgsbedrijven Vliegerskruis of Bronzen Kruis     | 1815                 | De Eervolle Vermelding in een dagorder was een hoge onderscheiding voor dapperheid. Het bezit van een Eervolle Vermelding wordt sinds 1877 aangegeven door een zilveren kroon op het Ereteken voor Belangrijke Krijgsbedrijven. Na 1940 waren er ook gouden kronen op het Vliegerkruis en het Bronzen Kruis. De onderscheiding die nauw verwant is aan de Militaire Willems-Orde werd in 1944 vervangen door de Bronzen Leeuw. Ook op de baton wordt een zilveren of gouden kroontje aangebracht.volgt Bronzen Leeuw |
|                               | Bronzen Leeuw                                                                                                 | 30 maart 1944        | De Bronzen Leeuw is bedoeld voor militairen die voor de Nederlandse Staat strijd geleverd hebben en daarbij bijzonder moedige en beleidvolle daden bedreven hebben. De Bronzen Leeuw kan overigens ook toegekend worden aan Nederlandse burgers en buitenlanders, die aan deze eisen voldoen. Wanneer een tweede of derde Bronzen Leeuw wordt toegekend draagt me een groot Arabisch cijfer op het lint en op de baton. De instelling van deze onderscheiding voor dapperheid maakte een eind aan de "Kroon voor Eervol Vermelden" voor in dagorders vermelde militairen. |
|                               | Verzetsster Oost-Azië 1942-1945                                                                               | 30 maart 1944        | De Verzetsster Oost-Azië 1942-1945 werd door koningin Juliana in een Koninklijk Besluit van 26 oktober 1948 ingesteld om daarmee de Nederlanders en Nederlandse onderdanen in Nederlands-Indië die zich "door geestkracht, karaktervastheid of gemeenschapszin op bijzondere wijze verdienstelijk hebben gemaakt voor door krijgsgevangenschap, internering of anderszins in de macht van de vijand geraakte Nederlanders of Nederlandse onderdanen, dan wel in het verzet tegen de vijand" te eren. De onderscheiding herdenkt het verzet tegen de Japanse bezetter van Nederlands-Indië dat ook na de capitulatie van het K.N.I.L. doorging en vele slachtoffers heeft geëist. |
|                               | Bronzen Kruis                                                                                                 | 30 maart 1944        | Het Bronzen Kruis wordt verleend aan hen die " moedig of beleidvol" optraden tegenover de vijand. De onderscheiding kan overigens ook toegekend worden aan Nederlandse burgers en buitenlanders, die aan deze eisen voldoen. De onderscheiding moet dus aan het front of in een of andere wijze " oog in oog met de vijand" worden verdiend. Het Bronzen Kruis werd ingesteld in twee gradaties, met en zonder Eervolle Vermelding. Het Bronzen Kruis werd in eerste instantie alleen verleend aan militairen, maar later ook aan koopvaardijpersoneel en andere burgers omdat het karakter van de Tweede Wereldoorlog met zich meebracht dat vooral de koopvaardij, maar ook veel burgers, zich in de vuurlinie terugvonden. |
|                               | Kruis van Verdienste                                                                                          | 11 juni 1940         | Het Kruis van Verdienste werd op 20 februari 1941 ingesteld ter beloning van Nederlanders en buitenlanders, die zich "in het belang van de Nederlandse staat in verband met vijandelijke actie door moedig en beleidvol optreden hebben onderscheiden". Aanwezigheid aan het werkelijke front is voor dit Kruis dus geen vereiste. De onderscheiding is vaak verleend aan Engelandvaarders en leden van de Binnenlandse Strijdkrachten. De onderscheiding was al sinds de Korea oorlog niet meer verleend, maar in 2007 werden 5 militairen onderscheiden. Sinds 1941 hebben 2088 mensen het Kruis van Verdienste ontvangen. |
|                               | Vliegerkruis                                                                                                  | 11 juni 1940         | Het Vliegerkruis is ingevoerd in 1941 en wordt uitgereikt aan Nederlandse militairen die zich door initiatief, moed en volharding tegenover de vijand dan wel in verband met vijandelijke actie, hebben onderscheiden en deze daden hebben bedreven gedurende een of meer vluchten in een luchtvaartuig. De onderscheiding werd ook aan geallieerde vliegers, wier verrichtingen in de lucht van uitnemend belang waren voor Nederland, uitgereikt. Er werden tot 2007 735 vliegerkruisen uitgereikt, laatstelijk nog aan een F-16-vlieger die zich boven Afghanistan heeft onderscheiden. Onder de dragers was Prins Bernhard der Nederlanden en ook "soldaat van Oranje" Erik Hazelhoff Roelfzema droeg het Vliegerkruis. In bijzondere gevallen kan het Vliegerkruis worden toegekend aan niet-militairen zolang deze Nederlander of Nederlands onderdaan zijn. Ook buitenlanders kunnen in aanmerking komen, indien hun verrichtingen in de lucht van uitnemend belang zijn voor de Nederlandse Staat.                                                                  |
|                               | Medaille van het Carnegie Heldenfonds                                                                         | 1911                 | De in 1911 door het Carnegie Heldenfonds ingestelde medaille wordt in zilver of brons uitgereikt aan hen, die "met eigen levensgevaar anderen het leven hebben gered of daartoe een serieuze poging hebben gedaan". De medaille wordt door de Nederlandse regering erkend en militairen mogen haar op hun uniform dragen. |